# Gastronomia d'Escòcia
La gastronomia d'Escòcia és la gastronomia tradicional autòctona d'Escòcia. És una cuina essencialment popular, desenvolupada per camperols i pescadors, que està basada en la romana i adaptada als ingredients locals; especialment carn de bona qualitat, peix blau fresc o fumat, marisc, cereals i tubercles. Aquests productes estan cuinats amb poques salses i espècies, de manera senzilla i saborosa.
Des del punt de vista de la gastronomia, hi ha dues festes imprescindibles, el dia de Sant Andreu, el patró d'Escòcia, i el sopar que es dedica a l'escriptor escocès més venerat, el poeta Robert Burns. Aquest darrer es diu Burns supper (en català, sopar de Burns) i és una vetllada a la qual és tradició escoltar música de gaites, llegir poemes i menjar el producte nacional: el haggis, que és una mena de botifarra.
En l'actualitat el cuiner mediàtic Gordon Ramsay l'ha donat a conèixer a altres països de món. Edimburg és la ciutat de Gran Bretanya que té més restaurants per habitant. Força restaurants de cuina tradicional amb tocs innovadors i creatius tenen una acceptació creixent al segle xxi.

## Ingredients bàsics
- Carn: Vedella i carn de caça, especialment cérvol i faisà.
- Peix: Salmó, bacallà, eglefí, verat, arengada, fumats, truita de riu marró.
- Marisc: Llagosta, cranc, gamba, ostra, musclo.
- Verdura: Patata, nap, ceba, pastanaga, pèsol.
- Fruita: Fruites del bosc (maduixa, gerd, baies del Tay), pruna.
- Greix per a cuinar: Mantega
- Altres: Formatge, civada

## Història

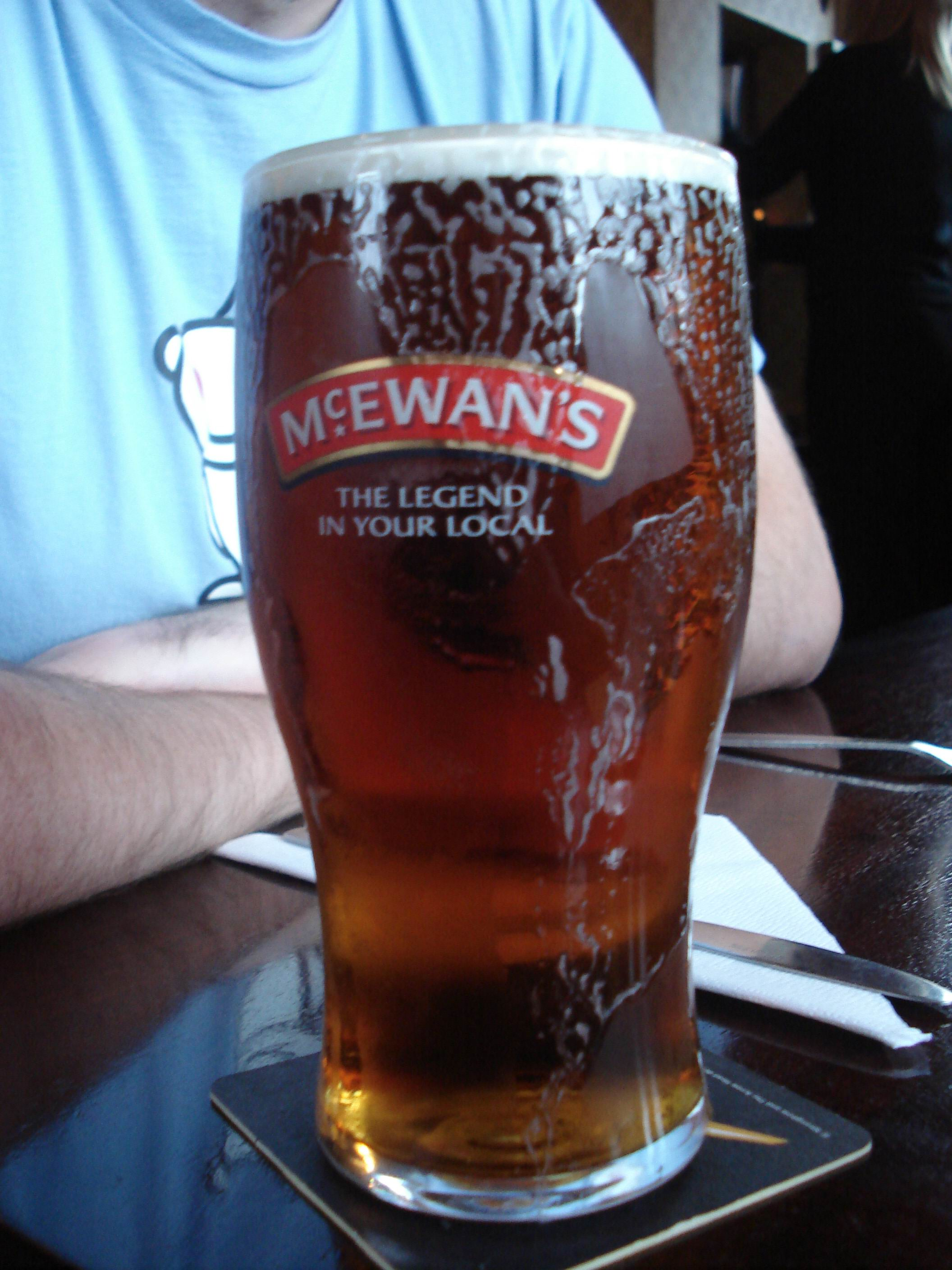
La cervesa mai no ha deixat de ser-hi molt popular

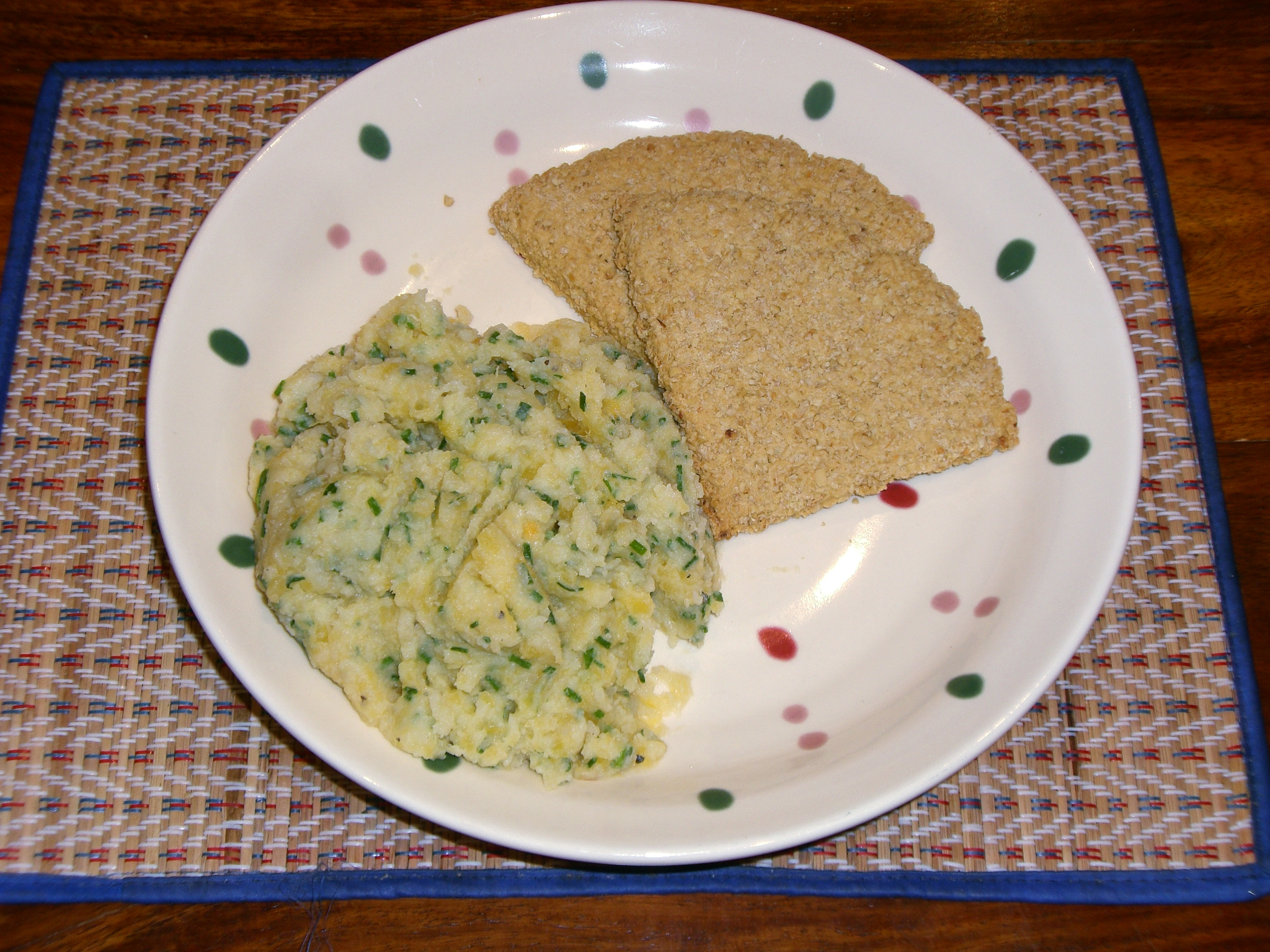
Clapshot, puré de patata i nap, i dues oatcakes, o galetes de civada

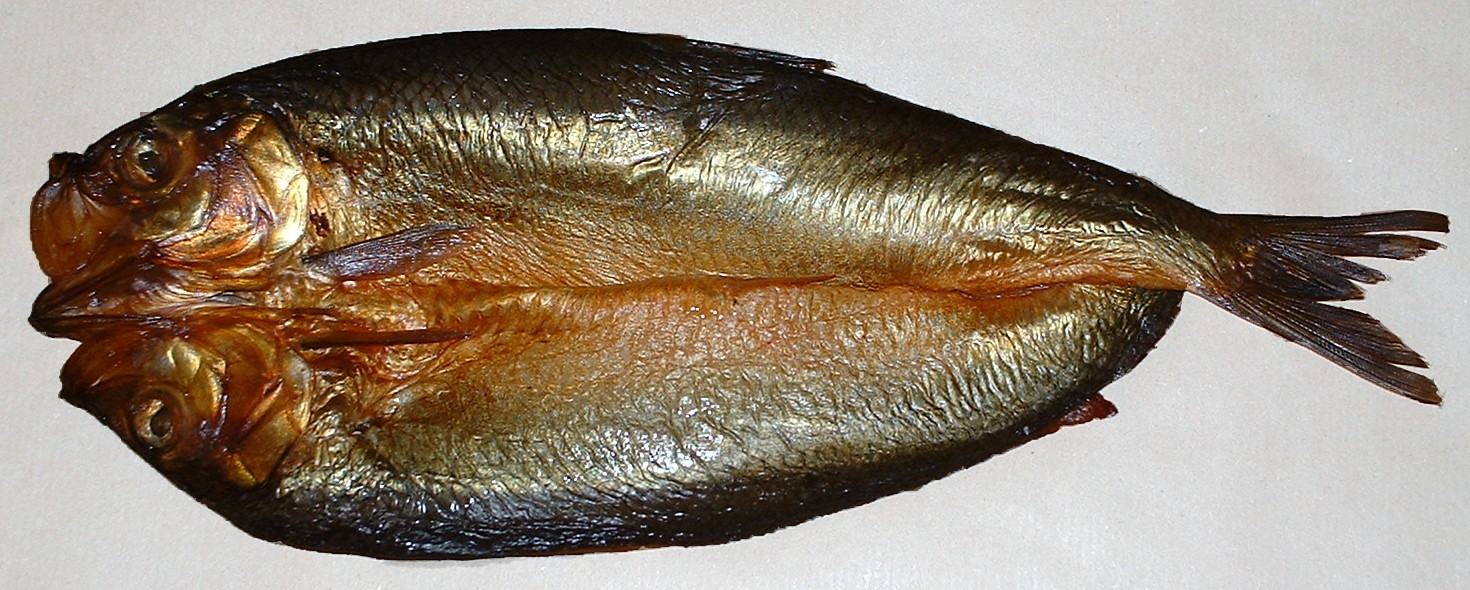
Una arengada fumada, kipper, oberta per la meitat. Es mengen a l'esmorzar.

La història escrita d'Escòcia comença amb la romanització de les illes Britàniques. Al segle i els romans van ocupar Escòcia i hi van portar també la seva cultura. No només duien menjar de supervivència, com llegums secs i cereals, sinó les especialitats tant del seu lloc d'origen com de les terres que ja havien conquerit. Com en aquesta època dominaven ja tot el sud d'Europa, França i Alemanya, per exemple, això va provocar una certa homogenització de la cuina europea fins que a l'edat mitjana, amb les invasions bàrbares, aquestes es van començar a barrejar amb les de pictes, gots, vàndals o francs, per exemple, segons el territori que va ocupar cadascun.
Els romans van portar-hi cultius de moltes fruites i verdures, com per exemple peres, pomes, cols i cebes; espècies com el gingebre, la canyella i el pebre negre; i animals de granja com els faisans i els conills, tot i que aquests segons van desaparèixer d'Escòcia quan els romans van marxar. Des de llavors, el faisà és una au molt lligada a la cuina escocesa. També van implantar el cultiu del raïm i la producció de vi. D'altra banda, també se sap que en aquella època els escocesos bevien ja sidra de poma i sidra de pera, que amb la cervesa eren més populars que el vi, que no va arribar mai a substituir-les. Sembla que van ser els romans qui van portar a Escòcia el seu esmorzar tradicional, el porridge, que ja es menjava a l'antiga Grècia.
A partir de l'època medieval, la cuina romana d'Escòcia va començar a tenir influències dels pictes i, a partir del segle x, dels gaèlics. Els escocesos van tenir contacte amb normands, bretons i pobles de la península escandinava. De fet, hi ha una teoria segons la qual l'haggis hauria estat introduït a Escòcia per aquests pobles del nord. Un esdeveniment important va ser, cap als segles V o VI, el desenvolupament a Europa de la destil·lació, introduïda des del sud del continent pels àrabs. Aquest procés va ser utilitzat de seguida pels monjos per a fer licors, tant a Escòcia com a tot Europa. Se sap que a Escòcia es feia whisky al segle xv. D'altra banda, se sap que els soldats escocesos del segle xiv ja menjaven galetes de civada.
Al Renaixement, la cuina escocesa va estar de nou influenciada per la resta de cuines europees. En particular, la cuina aristocràtica va estar-ho de la francesa quan Maria Stuard, reina d'Escòcia, que havia viscut a París, va tornar a la cort d'Edimburg amb una colla de servents francesos. Aquests bàsicament hi van introduir noms al llenguatge, com per exemple ashet (del francès, assiette), per parlar d'una plata o safata, o cannel (en lloc de cinnamon, en anglès, del francès cannelle). Molt més important va ser el canvi que va provocar Walter Raleigh en introduir la patata als cultius locals i, per tant, a la dieta. Aquesta va substituir en alguns plats la civada i l'ordi, que fins aleshores havien estat la font principal d'hidrats de carboni. Com aquests es menjaven molt en forma de farinetes, en un primer moment la patata es menjava en preparacions semblants, triturada o en puré. Cal notar que les patates s'hi van començar a menjar molt abans que, per exemple, als Països Catalans, on no estan documentades fins al segle xviii i on com a molt aviat es van començar a menjar al xvii.
L'any 1880 una plaga de fil·loxera va atacar els Països Catalans i altres països del continent a Europa, però no Escòcia. La disminució de competència els va suposar un enorme augment de demanda, just a l'època en què la revolució industrial els oferia noves tecnologies de producció, que van aprofitar per a començar a produir whisky a gran escala, que van exportar i que fins avui és molt reconegut i consumit a tot Europa. En aquesta època hi van anar a treballar grans quantitats d'immigrants italians que, front a l'esnobisme parisí de la cuina burgesa de moda a l'època, van influir perquè s'apostés de nou pels productes frescos de temporada i al rebuig popular de les salses lletoses. Més tard, immigrants d'Orient, Pakistan i l'Índia potser van influir perquè es reintroduïssin algunes espècies que ja havien estat de moda a l'edat mitjana, com la canyella, tot i que en quantitats molt moderades i bàsicament a la rebosteria.
Al segle xx, Escòcia va entrar a formar part del Regne Unit i va començar a rebre influències culturals i gastronòmiques dels altres països que formen aquest Estat. Ja una mica abans, a mitjans del segle xix, els escocesos es van apropiar de les tècniques del fumatge i de l'arengada de les terres del nord d'Anglaterra. Per exemple, actualment els kippers (arengades fumades originàries de Northumberland) de poblacions escoceses com Loch Fine i Mallaig gaudeixen d'excel·lent reputació internacional.

## Plats

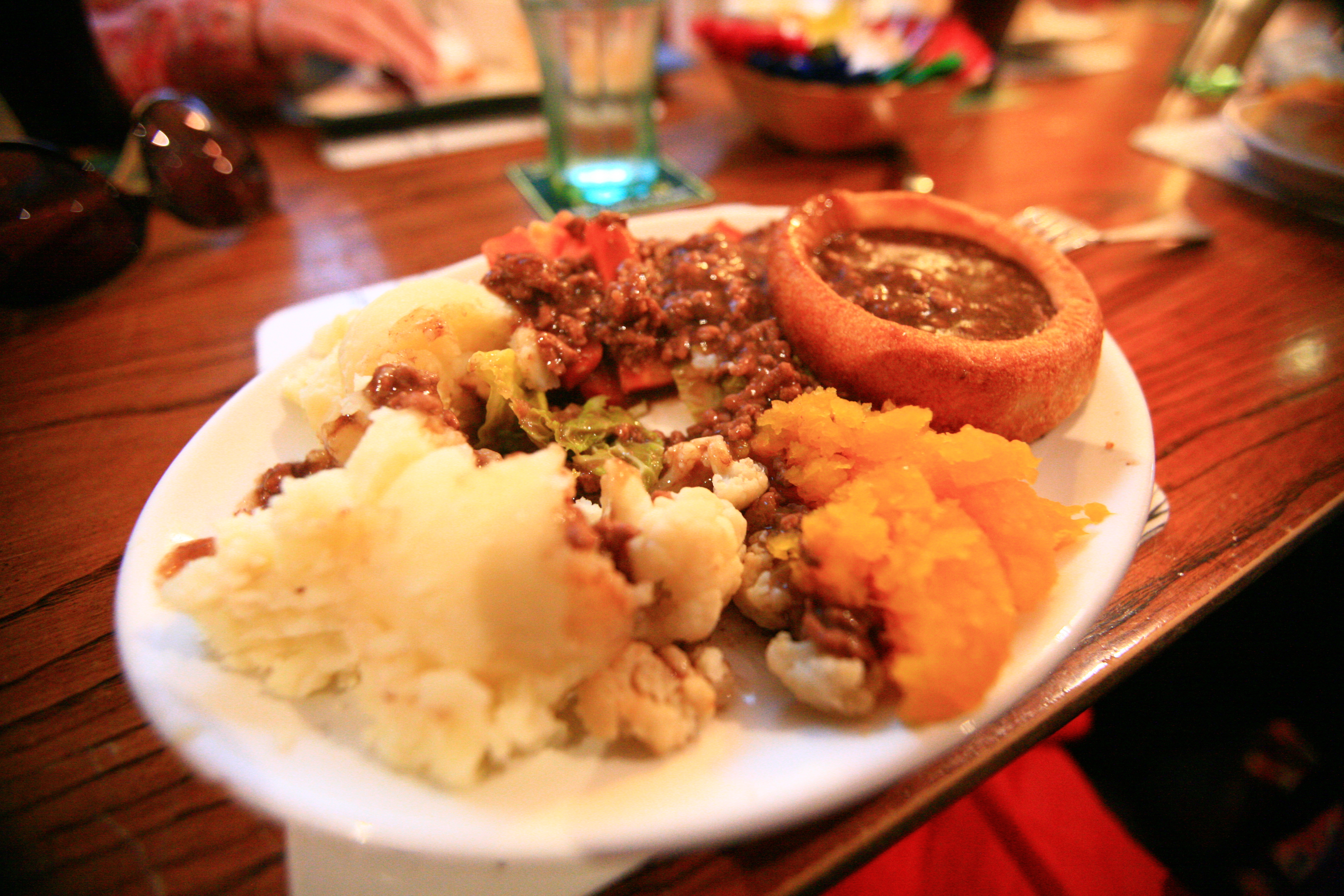
El mince de carn picada se sol acompanyar de puré de patates

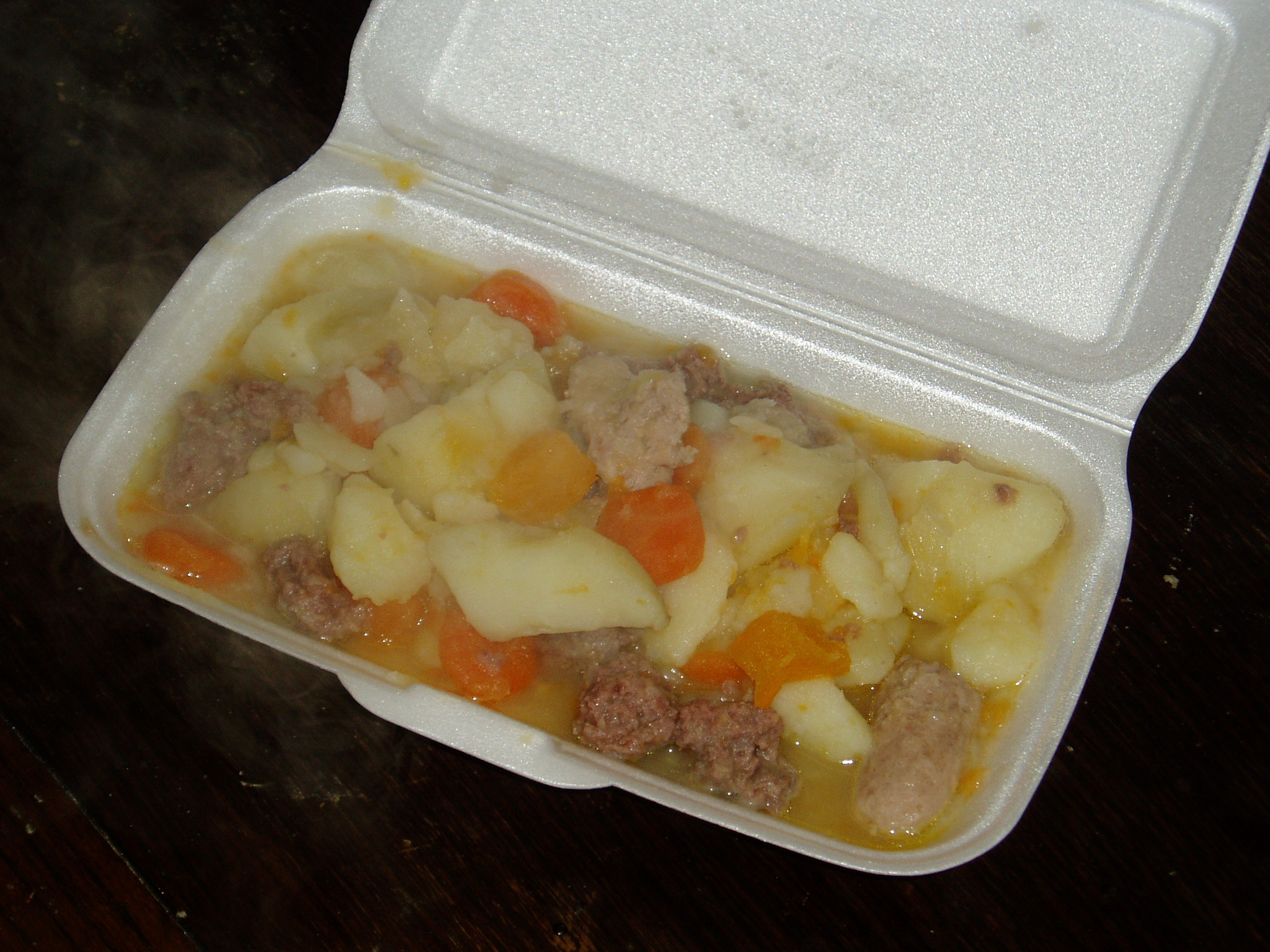
Stovies de carn, patata i ceba

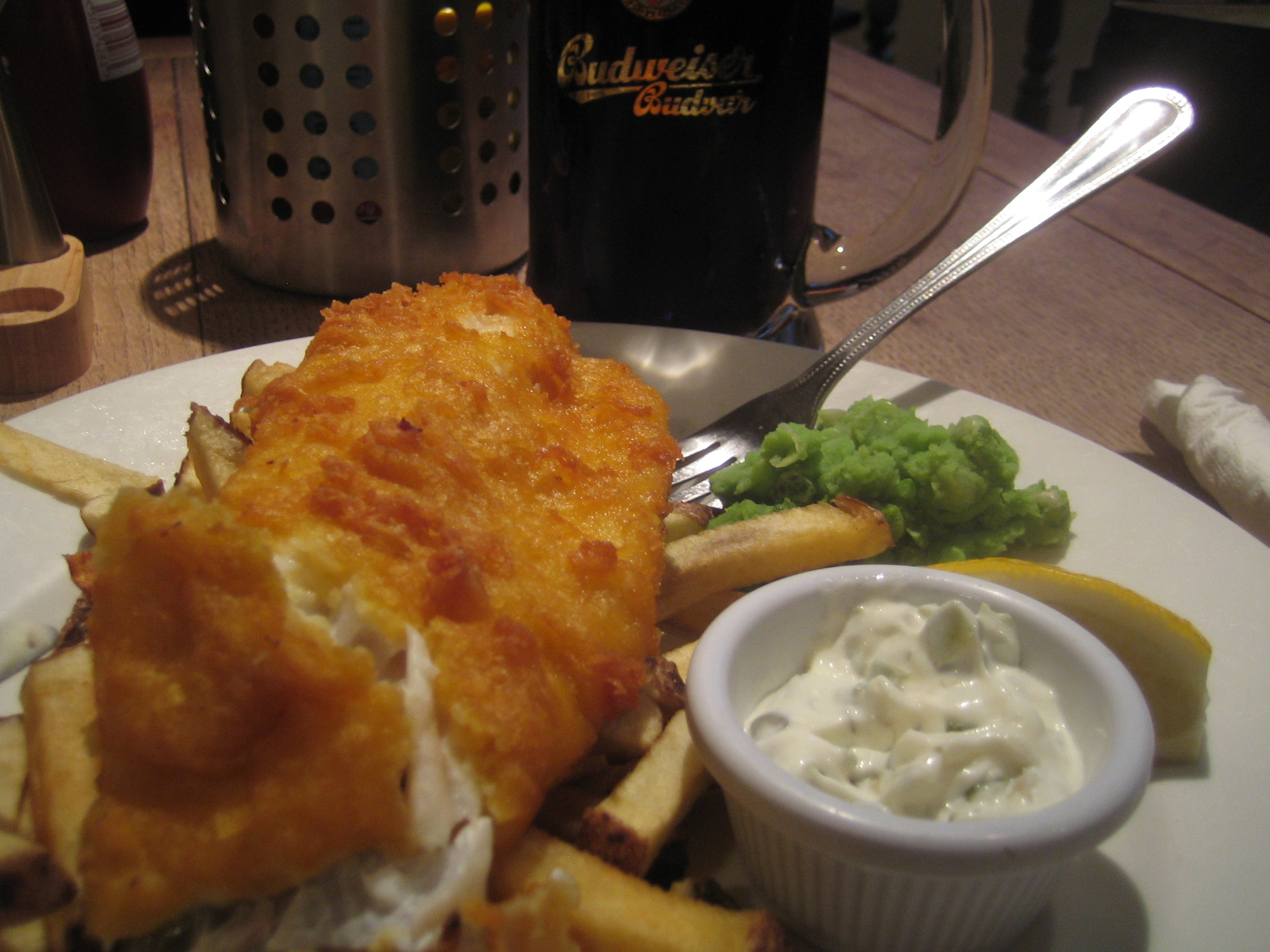
Fish supper o peix fregit

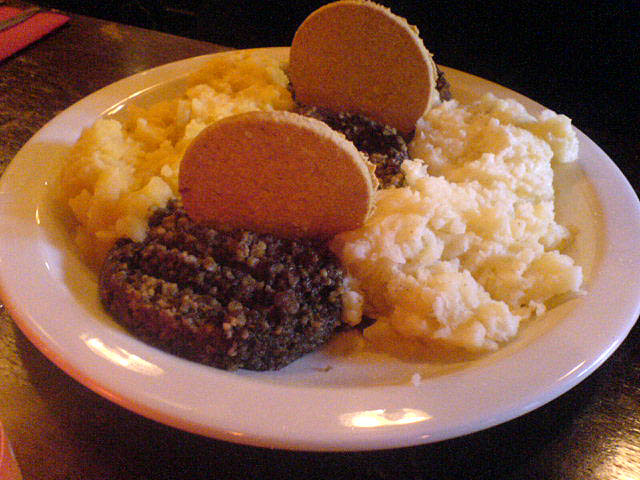
Haggis esmicolada amb dues galetes de civada i amb purés de patata i de nap

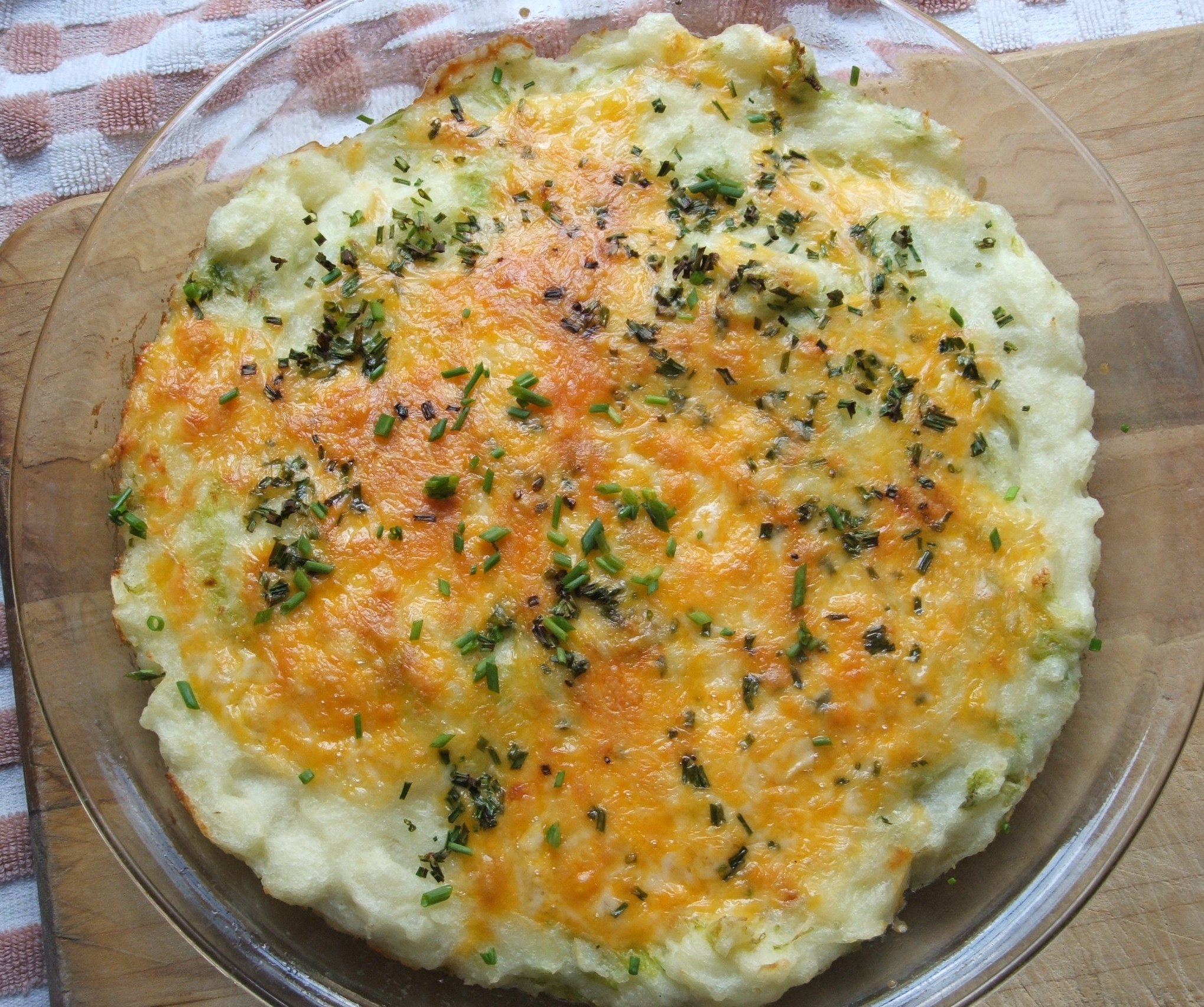
Rumbledethumps de patata, col i ceba

### Carn
Escòcia sempre ha gaudit d'una gran riquesa de productes de la terra. Per exemple, quant a carns, destaquen la vedella Angus d'Aberdeen, la vedella de les Terres Altes i el cérvol vermell de les Terres Altes.
La vedella es menja molt sovint picada i guisada amb el seu suc, ceba i pastanaga, en un plat que s'anomena mince. El caràcter nòmada dels antics ramaders escocessos, que portaven amb ells sempre una bossa de civada per poder menjar, podria potser explicar que alguns dels plats més tradicionals a base de carn i civada es puguin emportar fàcilment per a ésser menjats al camp o en un altre lloc, com per exemple el porridge, que és una mena de farro fet amb civada, els pastissos de carn (com l'Scotch peu) o de civada (oatcake). La cuina escocesa, com la dels Països Catalans, aprofita tot, per exemple, amb les restes de carn i el seu suc es prepara tradicionalment un plat a base de patata i ceba cuinada en aquest, que s'anomena stovies.
A base de carn es fa també el considerat com a "plat nacional", el haggis, que és com una botifarra, o una mena d'embotit de cereals (generalment civada) i carn d'ovella, tot i que també pot estar feta amb cérvol, que es cuina bullit o al forn i que se serveix esmicolat dins un bol, cobert amb puré de patates i naps i amb formatge gratinat. Altres botifarres molt típiques són el black pudding, la negra, feta amb sang, i la white pudding o botifarra blanca. L'esmorzar tradicional escocès conté sempre almenys un d'aquests tres tipus de botifarra.

### Peix
El peix fresc i el marisc són abundants i apreciats. Hi ha una llarga de tradició de diferents tècniques per a conservar-lo, com el fumat, no només pel salmó i la truita marró, sinó també a peixos blancs, com l'eglefí (un peix similar al bacallà), o amb salmorra, com l'arengada. El salmó fumat escocès és cèlebre, èn aquest país es menja amanit amb suc de llimona i acompanyat de pa amb mantega. El verat es menja també principalment fumat, com a companatge. Amb les arengades fumades (kippers) de vegades es poden fer rollmops, que són uns aperitius senzills i molt populars, consistents a enrotllar-ne una al voltant d'un cogombret conservat en vinagre, per exemple, o altra cosa. També existeix el ceann-cropaig (literalment, cap cuit), que és una mena de botifarra de peix (generalment bacallà, eglefí o un de similar) bastant propera a l'haggis de carn.
Si estan frescos, es mengen en general de manera senzilla, per exemple el típic el peix, sovint bacallà o eglefí, arrebossat i fregit (conegut com a fish supper), o els crustacis simplement cuits en aigua salada. La truita de riu es menja fumada, com el salmó, o també fresca, arrebossada amb farina de civada i fregida.

### Sopes
A base de peix (típicament eglefí), patata, ceba i llet es fa també una sopa molt tradicional i popular que es diu cullen skink. Les sopes tradicionals escoceses solen tenir la característica de poder ser cuinades ràpidament o, en cas contrari, la sopa se solia preparar en grans quantitats el diumenge perquè durés tota la setmana, i així només s'havia d'escalfar. Això també es feia amb les farinetes de l'esmorzar, per exemple. Quant a les sopes, això es feia per exemple amb el brou escocès (scotch broth), que està feta amb carn, verdures, podent incloure col, pèsols o llenties, i ordi, i que es podia fer coure al foc durant dies sencers. I també amb la sopa d'au i porro (cook-a-leekie), de pollastre, porro i pastanaga, que és una de les sopes més antigues del país.
Hi ha força sopes tradicionals de verdures, com la de patata, la de porro i especialment la de llenties, que es cuina a partir d'un brou de pernil. La partan bree és una sopa de cranc molt popular al nord d'Escòcia.

### Altres
Els acompanyaments solen ser o bé galetes de civada escoceses (oatcakes) o bé puré de patates (champit tatties, les tattties són les patates), de naps (bashed neeps, els neeps són els naps) o bé de totes dues coses. El puré de patates i naps s'anomena clapshot. Les galetes de civada es mengen tant com a acompanyament d'un plat salat o després dels postres o per berenar, en aquest cas amb mel, melmelada, fruita del bosc o formatge. També existeix la tattie scone, que és una galeta de patata que es menja per acompanyar plats salats. El rumbledethump és una mena de galeta de patata, col i ceba que es cobreix amb formatge i es gratina al forn. Es pot menjar com a acompanyament per a la carn o sol. De vegades, algunes d'aquestes galetes de patata poden recordar els milassús que es fan a algunes zones d'Occitània.
Els companatges bàsicament són embotits, com el citat haggis, o formatges, com per exemple el de Ayrshire. Al sud del país és on hi ha alguns dels formatges més coneguts, com el de Bonnet, el de Bonchester o el cheddar de Galloway. La tècnica del fumatge s'usa sovint a carns i formatges, que es mengen també com a companatges.
El porridge (en anglès) o lee lite, en gaèlic escocès, és una menja salada feta amb cereals, normalment farina de civada, que es bullen amb aigua, o de vegades llet, o fins i tot ambdós, per a formar una mena de farinetes, a les quals hom hi afegeix trossets de fruita fresca de temporada o fruita seca. Es menja tradicionalment per esmorzar.

## Salses
La cuina escocesa prefereix usar aliments frescos i de qualitat, i entén que per potenciar-los el millor és no ataforir-los amb salses ni massa espècies que amaguin el seu gust. Les salses doncs són poc abundants. Un exemple de salsa que s'usa podria ser el grevi (grevy), que aprofita el suc de la carn amb algunes verduretes amb la que és cuita, com una mena de suc de guisat o estofat més concentrat, i sense haver de bullir la carn, que pot estar feta al forn o a la paella. Aquesta salsa és típica als plats de carn acompanyats de puré de patata.
Sinó, una salsa que es pot afegir a taula en un plat, sovint a la carn, per a canviar una mica, és la salsa de menta, una vinagreta amb menta fresca trinxada. De vegades, la carn de vedella o la de cérvol poden anar acompanyades d'una salsa feta amb el seu propi suc i amb vi, o d'una salsa cremosa amb whisky.

## Dolços

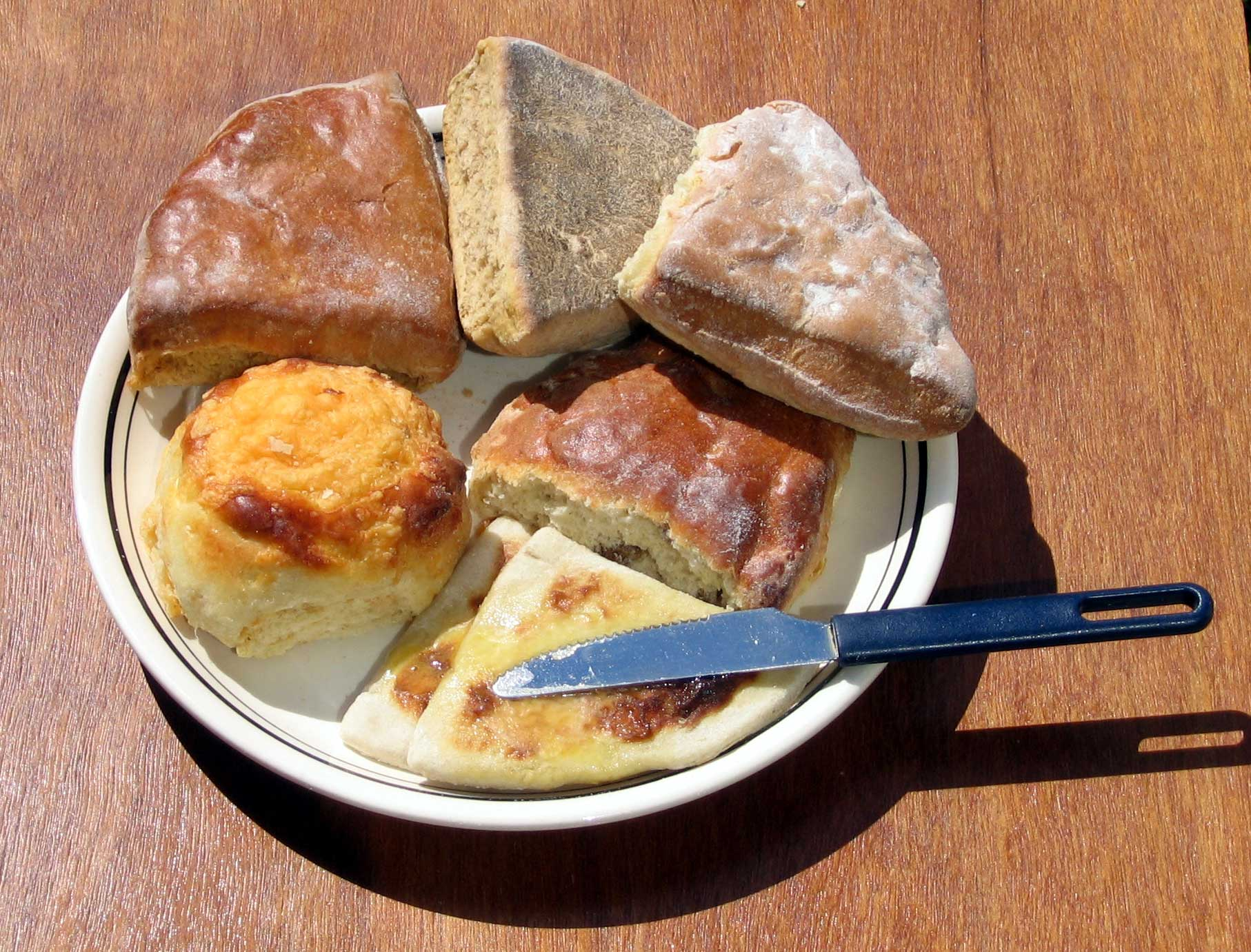
Assortit de scones

Els dolços tradicionals es caracteritzen per a ser molt rics. Els dolços inclouen pastissos i pastes que poden acompanyar el te del berenar, com els shortbreads o els scones, unes pastes semblants a panets que de fet poden ser dolces o salades. També ho són alguns pastissos, com el pastís de Dundee (Dundee cake). Actualment els shortbreads i els scones tendeixen a menjar-se també per esmorzar, deixant els esmorzars salats com el haggis, les arengades i les farinetes per als caps de setmana o dies especials.
Les postres solen ser també riques i contundents, a més de cremoses. El clootie dumpling és un púding amb panses i prunes seques que es menja típicament com a postres pel sopar, acompanyat de te. El cranachan és una mena de crema al whisky feta amb farina de civada, que es menja amb gerds, nata muntada i de vegades es decora amb flocs de civada. Unes altres postres cremoses tradicionals, són l'atholl brose, que també es fa amb civada i whisky, i que a més té mel. Una alternativa en són unes pastetes anomenades drop scones. Un exemple de postres tradicionals a base de fruita són les peres amb licor de Drambuie (spiced Drambuie pears), que són peres cuites en aigua ensucrada i aromatitzada amb canyella i nou moscada, que se serveixen ruixades amb Drambuie.

## Begudes

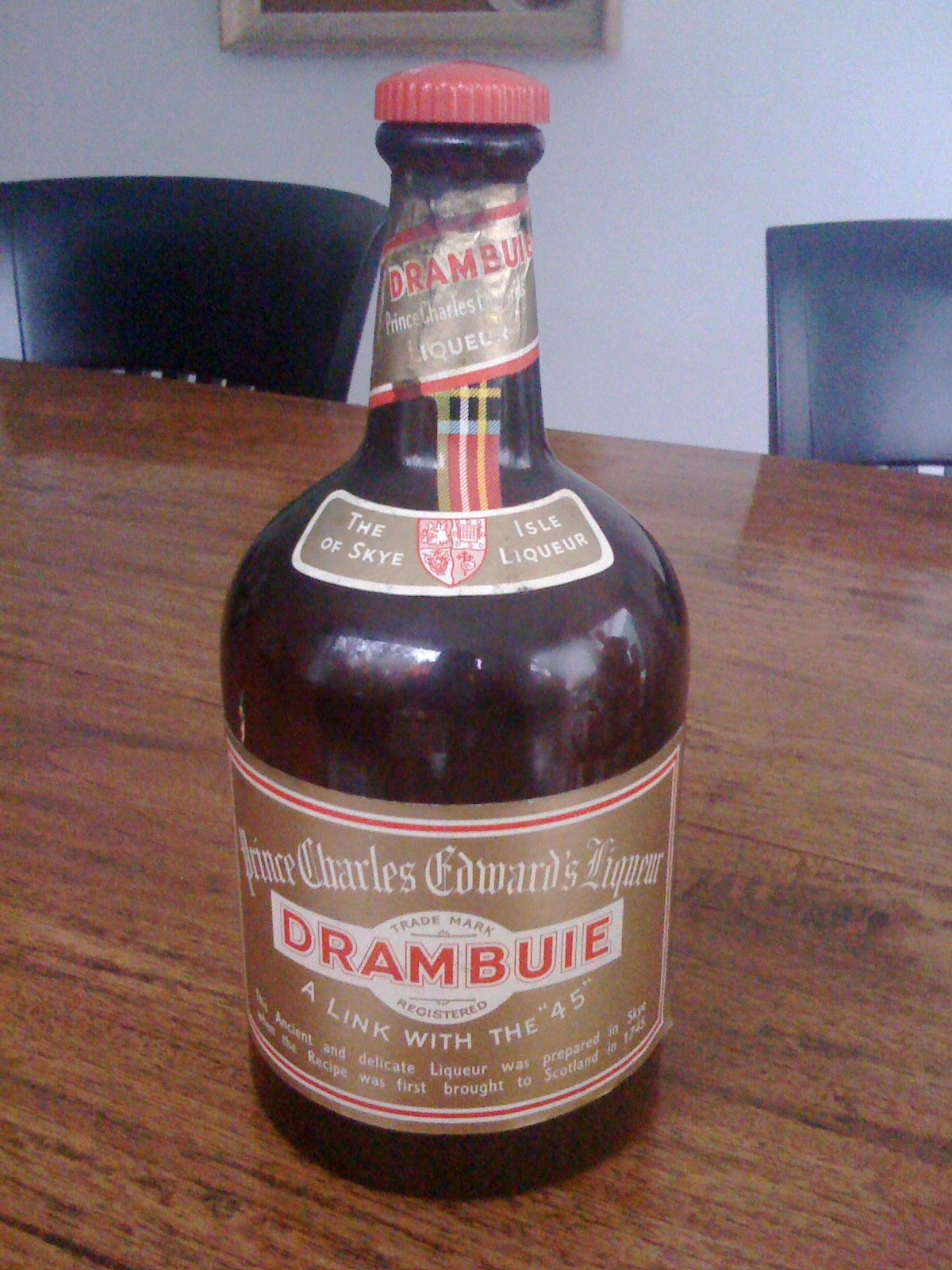
Drambuie

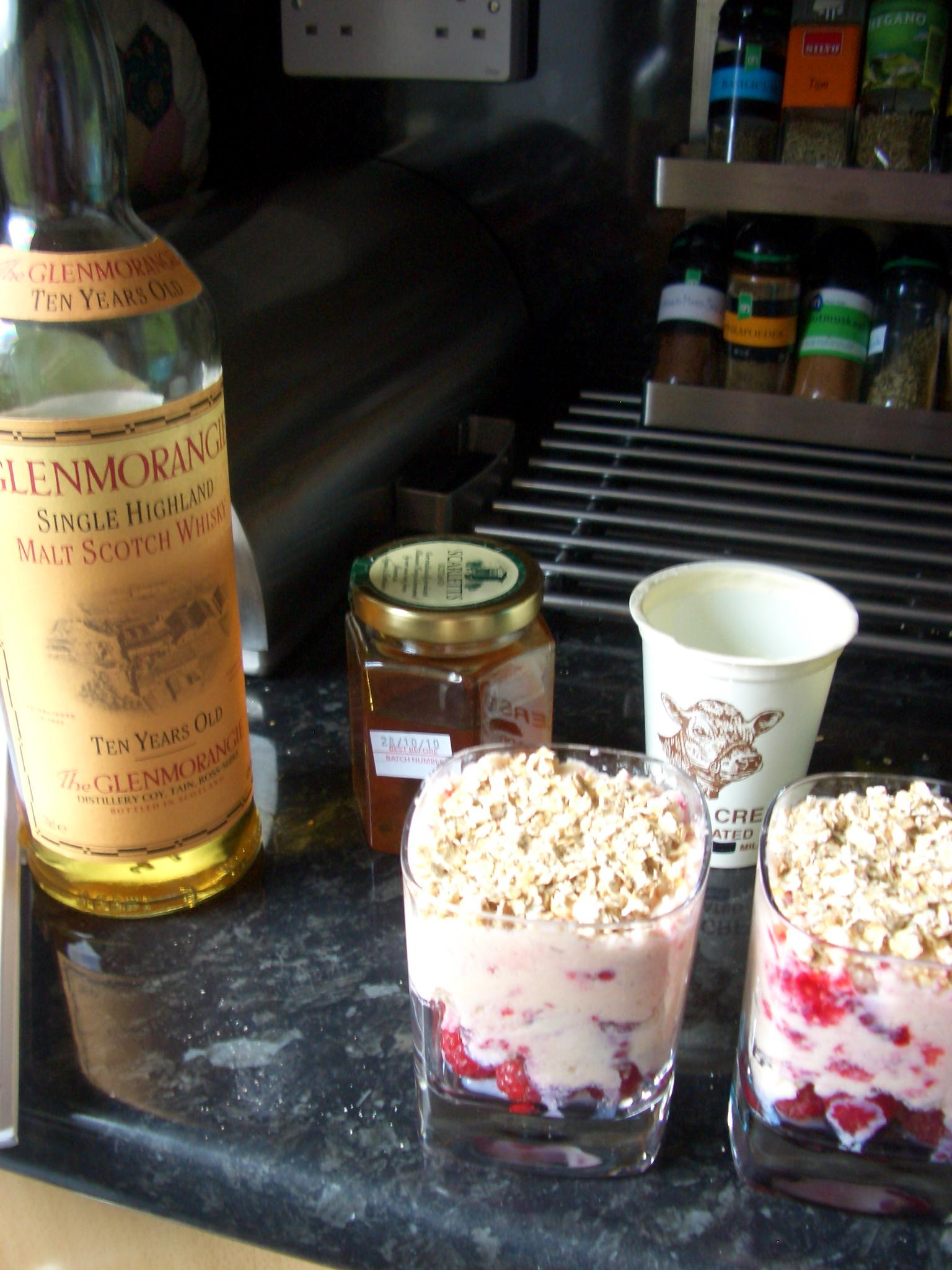
Ampolla de whisky i dos gots de cranachan

Entre les begudes no alcohòliques, a Escòcia es beu te negre, com a la resta de la Gran Bretanya, de vegades amb un rajet de llet, per exemple a l'esmorzar o al berenar. També existeix un refresc carbònic autòcton que s'anomena Irn-Bru. Aquesta beguda, amb un gust que pot recordar algun cítric, es beu sola o bé barrejada amb alcohol, típicament vodka o whisky.
El whisky és la beguda més reconeguda d'Escòcia a tot el món, que al país comparteix popularitat amb la cervesa. Les ales d'Escòcia es caracteritzen pel seu color fosc i el seu sabor de malt. Amb whisky, mel i espècies es fa un licor anomenta drambuie. Un whisky-mac és una barreja de whisky i vi de gingebre. Una tradició popular diu que beure un got de whisky després d'una cervesa ajuda a fer baixar aquesta.
La manera de beure i la cultura de l'alcohol a Escòcia no es limita a un llistat de productes sinó que té algunes altres peculiaritats respecte a la resta d'Europa. Per exemple, una beguda alcohòlica estàndard a Escòcia és de 30ml mentre que als altres països es considera que ha de ser de 25ml. A més, cal saber que algunes cerveses escoceses poden tenir dos o fins a tres vegades més alcohol que les cerveses habituals europees.